# Црвени акучи
Црвени акучи (лат. Myoprocta acouchy) је сисар из реда глодара. 

## Распрострањење
Врста је присутна у Бразилу, Гвајани, Суринаму и Француској Гвајани.

## Станиште
Црвени акучи има станиште на копну.

## Угроженост
Ова врста није угрожена, и наведена је као последња брига јер има широко распрострањење.

## Популациони тренд
Популациони тренд је за ову врсту непознат.